# شين جون سوب
شين جون سوب (مواليد 17 يونيو 1963) هو ملاكم كوري جنوبي، مثّل بلاده في الألعاب الأولمبية الصيفية 1984.

## روابط خارجية
شين جون سوب على موقع اللجنة الأولمبية الدولية (الإنجليزية)
- شين جون سوب على موقع أوليمبيديا (الإنجليزية)